# 抉择时刻
《抉择时刻》（英語：Decision Points）是第43任美国总统乔治·沃克·布什的回忆录。它发表于2010年11月9日，发布会同时还安排了全国性的巡展。《抉择时刻》在发布不到两个月内售出超过2百万本，打破了前总统比尔·克林顿回忆录《我的生活》的纪录。《抉择时刻》登上过紐約時報暢銷書榜第一名。

## 各語言譯本
- 簡體中文，標題：《抉择时刻　乔治·沃克·布什自传》，东西网，中信出版社，2011年8月

### 參照
1. ↑  Associated Press. . 赫芬顿邮报. 2010-04-25  [2010-04-26]. （原始内容存档于2016-03-03） （英语）.
2. ↑  Associated Press. . 洛杉磯時報. 2010-12-23  [2010-12-27].[]
3. ↑  .   [2012-07-19]. （原始内容存档于2015-10-02）.